# Cetopsorhamdia boquillae
Cetopsorhamdia boquillae är en fiskart som beskrevs av Eigenmann 1922. Cetopsorhamdia boquillae ingår i släktet Cetopsorhamdia och familjen Heptapteridae. Inga underarter finns listade i Catalogue of Life.